# Interborough Rapid Transit Company

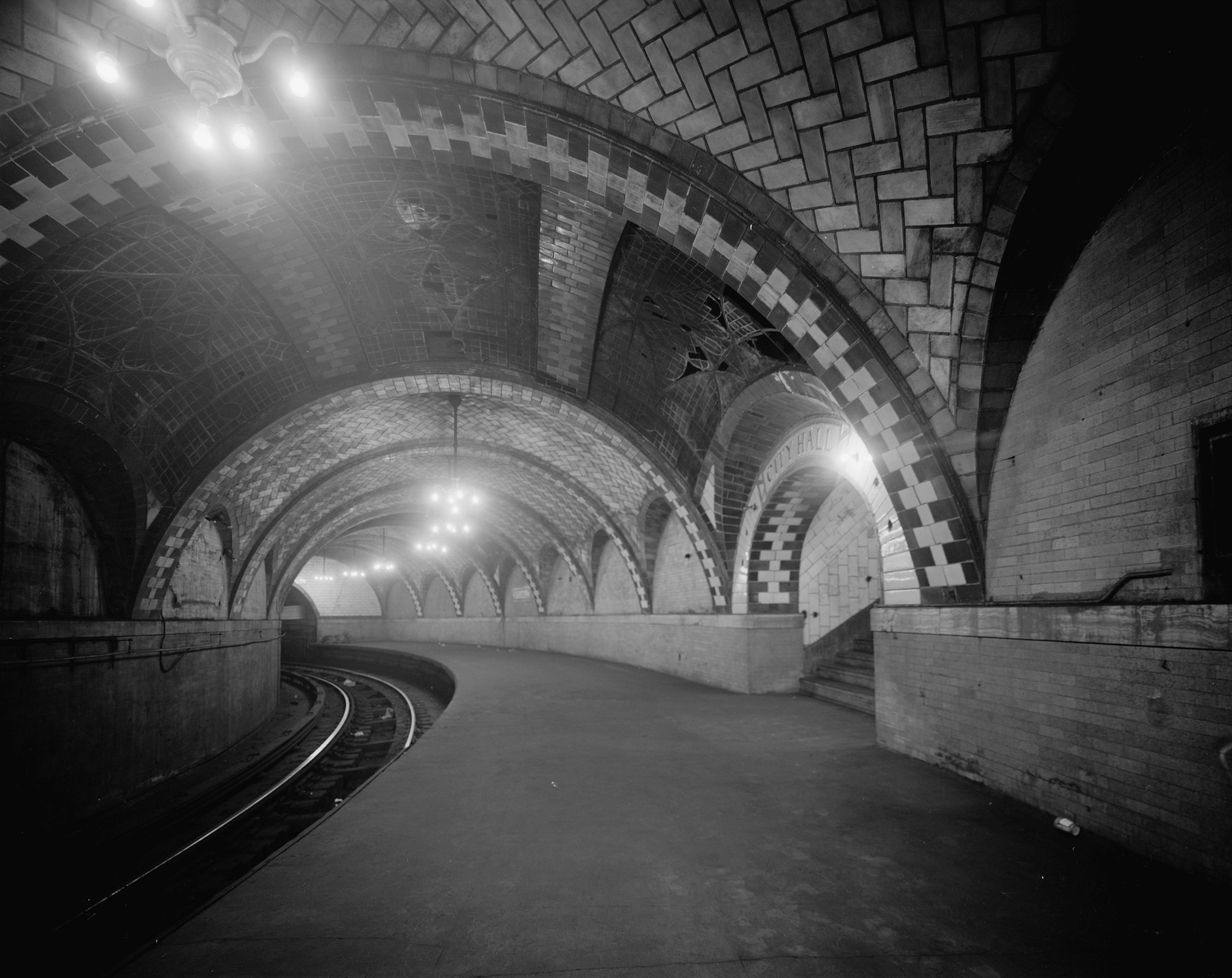
Het oorspronkelijke City Hall station met het gewelfde dak en kroonluchters

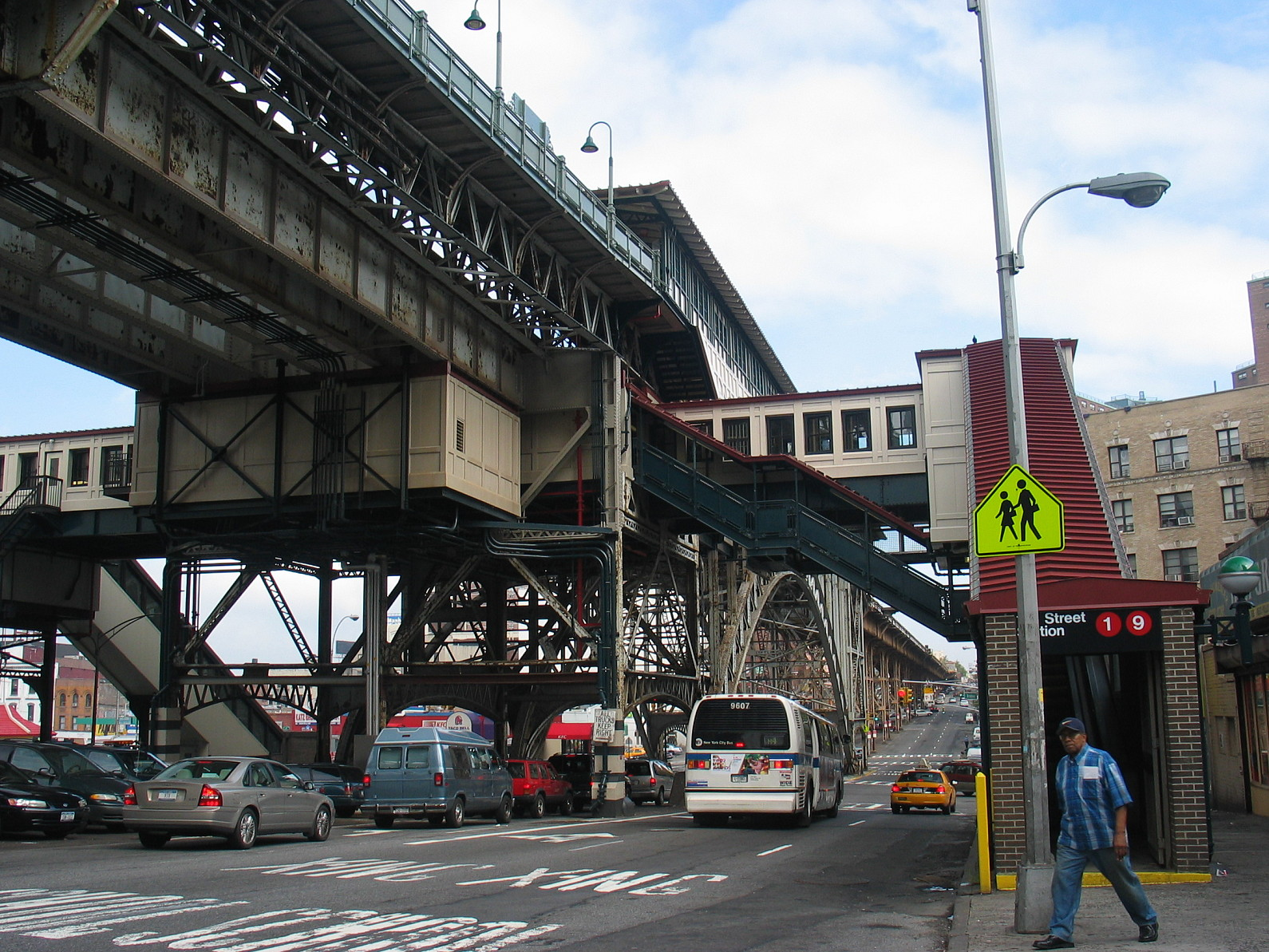
125th Street Station, met het Manhattan Valley Viaduct, onderdeel van de oorspronkelijke IRT lijn

De Interborough Rapid Transit Company of IRT was de exploitant van de eerste ondergrondse metrolijn die in New York werd geopend in 1904. Daarnaast exploiteerde het bedrijf een aantal verhoogde spoorlijnen en andere metrolijnen in die stad.
De stad New York kocht de IRT in juni 1940. De voormalige IRT lijnen zijn nu onderdeel van de A Division ook wel de IRT Division genoemd.
De eerste IRT metrolijn liep tussen City Hall en 145th Street en werd geopend op 27 oktober 1904. Aan de opening ging meer dan twintig jaar van discussie vooraf. Het belangrijkste geschil waren de voor- en nadelen van een metrolijn versus een verhoogde spoorlijn.
Op 1 april 1903, een jaar voordat de eerste metrolijn werd geopend, huurde de IRT de al bestaande Manhattan Railway waardoor het een monopolie kreeg op snel personenvervoer op Manhattan.

## Netwerk
Sinds 1940 maken de IRT lijnen deel uit van de A Division van de metro van New York. De nog overgebleven lijnen zijn geheel ondergronds op Manhattan afgezien van een kort stukje door Harlem bij 125th Street en het meest noordelijke stuk van Manhattan. De meeste lijnen in the Bronx zijn voornamelijk bovengronds met maar enkele stukken ondergronds. Op sommige plaatsen gebruiken ze een stuk van de spoorlijn van de New York, Westchester and Boston Railway waaronder de huidige Dyre Avenue Line. De lijnen in Brooklyn zijn ondergronds met een enkel stuk verhoogde spoorlijn naar New Lots Avenue. De Flushing Line de enige lijn van de IRT in Queens, is geheel bovengronds behalve een kort stuk nabij de Steinway Tunnel onder de East River en het eindstation Flushing-Main Street (het traject door Manhattan is geheel ondergronds). De Flushing Line heeft alleen een verbinding met de rest van het metronet bij het station Queensboro Plaza.